# H. S. Scrivener
H. S. Scrivener fue un futbolista y dirigente deportivo de origen británico, en la era amateur del fútbol argentino. Se desempeñó como arquero en Rosario Central, club del que también fue presidente.

## Carrera como futbolista
Disputó al menos 2 encuentros defendiendo la casaca canalla en el año 1906 y uno en 1907 (hay que tener en cuenta que no se poseen datos completos sobre aquella primera época del fútbol rosarino), disputando la Copa Competencia Chevallier Boutell y la Copa de Honor "Municipalidad de la Ciudad de Buenos Aires".

## Períodos presidenciales
Ejerció el cargo presidencial durante dos períodos, mientras desempeñaba su actividad deportiva: en 1906 y 1908. Realizó una excelente labor, aumentando la masa societaria, fortaleciendo las arcas del club y consiguiendo diversas mejoras para la cancha. Bajo su gestión presidencial, el club ganó el primer título oficial de su historia: la Copa Nicasio Vila 1908.

## Clubes
| Club            | País      | Año       |
| --------------- | --------- | --------- |
| Rosario Central | Argentina | 1906-1907 |